# Hulithimmapura, Tarikere
Hulithimmapura là một làng thuộc tehsil Tarikere, huyện Chikmagalur, bang Karnataka, Ấn Độ.